# Hileras

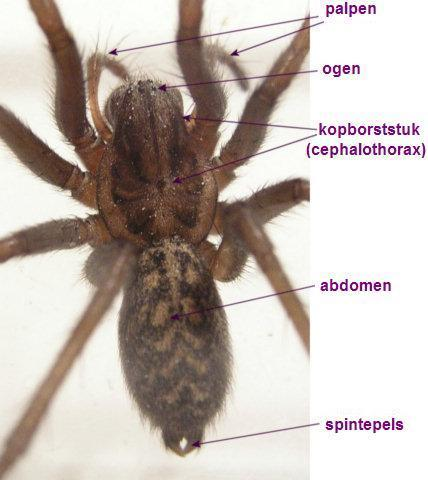
Anatomía externa de una araña, mostrando las hileras (spintepels).

Las hileras son aquellos apéndices que tienen las arañas cuya función es dar soporte a las glándulas productoras de la seda (véase también "Seda de araña"). Se pueden encontrar a final del opistosoma (abdomen) o a mediados de este (en arañas primitivas). La mayoría de las arañas poseen seis hileras, pero pueden tener dieciséis o dos. 
Se encuentran en parejas, poseen movimiento individual y cada araña tiene varios tipos de ellos, especializados en producir sedas de diferentes composición, propiedades y funciones.
El descubrimiento de hileras en las patas del género Aphonopelma generó la pregunta acerca del origen de estos. Se ha propuesto la hipótesis de que eran usados originalmente como auxiliares en las patas para escalar y evolucionaron luego como creadores de hilos.[cita requerida]